# Vostok 5
Vostok 5 (Russisch: Восток-5) was de vijfde bemande ruimtevlucht in het kader van het Russische Vostokprogramma. Aan boord was Valeri Bykovski. Twee dagen na de lancering van Vostok 5 werd Vostok 6 gelanceerd met aan boord Valentina Teresjkova, de eerste vrouw in de ruimte.

## Missieverslag
Met de vlucht van Vostok 5 werd een nieuw duurrecord voor bemande ruimtevluchten neergezet, bijna 5 dagen. Dat duurrecord werd al snel verbroken met een Amerikaanse Gemini-missie, maar dat waren tweepersoons ruimteschepen. Vostok 5 is tot op heden wel de langste, bemande, solo-ruimtevlucht.
Verder was de dubbele vlucht van Vostok 5 en Vostok 6 in feite een herhaling van de dubbele vlucht van Vostok 3 en Vostok 4. In tegenstelling tot de voorgaande vluchten ging er met Vostok 5 een aantal dingen mis.

### Lancering
De lancering werd enkele malen uitgesteld vanwege verhoogde activiteit van de zon met meerdere zonnevlammen en bijbehorende verhoogde stralingsniveaus in de ruimte. De lancering verliep niet helemaal juist waardoor het Vostok-ruimtevaartuig in een lagere omloopbaan kwam dan gepland. In combinatie met de opwarming van de aardatmosfeer door de verhoogde zonneactiviteit verloor de Vostok 5 snel hoogte waardoor de beoogde vluchtduur van 8 dagen teruggebracht werd tot 5 dagen. Een poging van de kosmonaut om de capsule om te draaien om de derde trap van de draagraket te zien mislukte. Een groot gedeelte van de stuwstof voor het standregelingssysteem werd daarbij opgebruikt.

### Vluchtbeschrijving
Op de derde dag werd Vostok 6 gelanceerd en beide ruimtevaartuigen naderden elkaar tot op 5 kilometer. Bykovski en Teresjkova legden onderling radiocontact totdat de afstand tussen beide Vostoks weer groter werd. Met een zwart-wit filmcamera maakte Bykovski opnamen van de horizon van de aarde.
De temperatuur in de daalcabine varieerde sterk. Op de eerste dag steeg deze tot 30° Celsius om daarna te dalen tot amper 10 °C. Na een ongelukje met het afvalsysteem rapporteerde Bykovski de leefomstandigheden aan boord van het ruimtevaartuig als zijnde "onplezierig".

### Landing
Op de vijfde dag werd met succes de remraket ontstoken. Evenals de voorgaande Vostok 1- en Vostok 2-missies mislukte de ontkoppeling van daalcabine en service-module gedeeltelijk waardoor beide componenten via een spanband aan elkaar verbonden bleven. Wilde tuimelingen tijdens de terugkeer in de atmosfeer waren het gevolg totdat de spanband als gevolg van de wrijvingshitte doorbrandde.
Door een fout van de vluchtleiding landde Vostok 5 op ruim 400 km van het geplande punt. Op een hoogte van 7 km werd de kosmonaut, geheel volgens plan, met een schietstoel uit de daalcabine geschoten om aan een parachute veilig te landen. Na de landing werd Bykovski door de lokale bevolking met een auto naar de 2 km verderop gelande daalcabine gebracht, alwaar hij werd opgehaald door de bergingsploegen.
De daalcabine van Vostok 5 is tegenwoordig te bezichtigen in het Tsiolkovski-ruimtevaartmuseum in Kaloega.

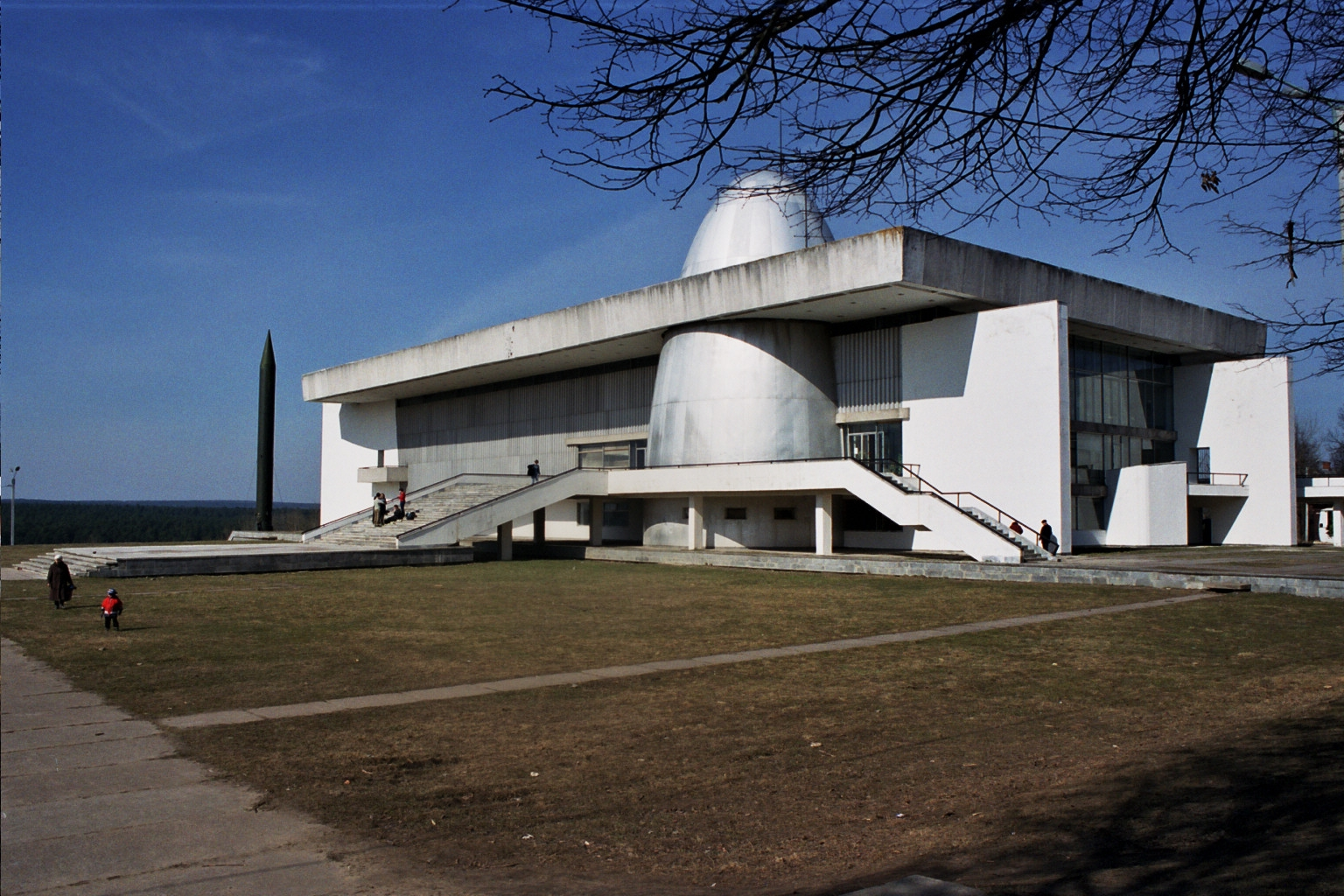
Het ruimtevaartmuseum in Kaloega waar de daalcabine van Vostok 5 wordt tentoongesteld.